# Kvark d
Kvark d (tudi kvark dol) (oznaka {\displaystyle d\,}) je eden izmed osnovnih delcev, ki pripada družini kvarkov (prvi generaciji). Ima električni naboj enak -1/3 in maso od 4,1 do 5,8 MeV/c2. Prištevamo ga med fermione s spinom 1/2. Njegov antidelec je antikvark d. Skupaj s kvarkom u tvori nukleone (proton in nevtron). Tretja komponenta izospina in šibkega izospina je enaka -1/2. Barionsko število je +1/3. Leptonsko število, čudnost, čar, dno in vrh so enaki 0. Podobno kot drugi kvarki, nosi enega izmed treh barvnih nabojev. 
Masa kvarka d še ni natančno določena, verjetno pa leži med 4,1 in 5,8 MeV/c2 

## Zgradba nukleonov
Nukleona (proton in nevtron) sta zgrajena iz treh kvarkov. Na spodnjih dveh slikah je prikazana zgradba protona in nevtrona iz kvarkov. 

## Zgodovina
Obstoj kvarkov sta neodvisno napovedala že v letu 1961 ameriški fizik Murray Gell-Mann  (rojen 1929) in izraelski fizik Yuval Ne'eman (1925 – 2006) .
Hadrone sta razporedila v skupine po metodi, ki je danes znana kot osemkratna pot, to je simetrija SU(3) v okviru okusne simetrije. Leta 1964 sta Gell-Mann in ameriški fizik George Zweig (rojen 1937)  neodvisno predlagala kvarkovski model, v katerega sta takrat vključila samo kvarke u, d in s .